# ثيودور لودفيغ ويلهلم فون بيشوف
ثيودور لودفيغ ويلهلم فون بيشوف (بالألمانية: Theodor von Bischoff)‏ هو طبيب وأستاذ جامعي ألماني، ولد في 28 أكتوبر 1807 في هانوفر في ألمانيا، وتوفي في 5 ديسمبر 1882 في ميونخ في ألمانيا.